# Ernst-Otto-Czempiel-Preis
Der Ernst-Otto-Czempiel-Preis ist eine mit 5.000 Euro dotierte Auszeichnung. Er wird seit 2008 alle zwei Jahre zu Ehren des langjährigen Leiters des Peace Research Institute Frankfurt – Leibniz-Institut für Friedens- und Konfliktforschung (PRIF), Ernst-Otto Czempiel, im Rahmen der PRIF-Jahreskonferenz verliehen. Mit der Auszeichnung zeichnet das PRIF die beste postdoktorale Monografie der internationalen Friedensforschung aus.

## Jury
Die Auswahl der Preisträgerin/des Preisträgers erfolgt durch eine dreiköpfige Jury. Diese besteht (Stand 2022) aus:
- Eva Senghaas-Knobloch, Universität Bremen
- Jörn Grävingholt, Deutsches Institut für Entwicklungspolitik (DIE)
- Jonas Wolff, Peace Research Institute Frankfurt – Leibniz-Institut für Friedens- und Konfliktforschung (PRIF)

## Preisträger
- 2008: Guy Ben-Porat für „Global Liberalism, Local Populism: Peace and Conflict in Israel/Palestine and Northern Ireland“
- 2010: Rita Schäfer für „Frauen und Kriege in Afrika – ein Beitrag zur Genderforschung“
- 2012: Elke Krahmann für „States, Citizens and the Privatization of Security“
- 2014: Piki Ish-Shalom für „Democratic Peace. A Political Biography“
- 2016: Birgit Bräuchler für „The Cultural Dimension of Peace: Decentralization and Reconciliation in Indonesia“
- 2018: Simon Koschut für „Normative Change and Security Community Desintegration. Undoing Peace“
- 2020: Kerstin von Lingen für „‚Crimes against Humanity‘: Eine Ideengeschichte der Zivilisierung von Kriegsgewalt 1864–1945“
- 2023: Roger Mac Ginty für „Everyday Peace: How So-Called Ordinary People Can Disrupt Violent Conflict“